# Во против Франции
Во против Франции (Vo v France) — судебное дело 2004 года, рассмотренное Европейским судом по правам человека, которое примечательно тем, что поднимает вопрос о том, считается ли что нерождённый ребёнок обладает правом на жизнь в соответствии со статьёй 2 Европейской конвенции о правах человека.

## Предыстория
Дело было подано г-жой Во, француженкой с вьетнамскими корнями. Во время беременности Во получила некачественную медицинскую помощь — отчасти из-за путаницы с другой женщиной с похожим именем, а также из-за того, что Во не могла говорить по-французски. Эта путаница привела к тому, что врачи попытались удалить несуществующую спираль из её матки, но при этом повредили её плод. Это привело к неотложной госпитализации и смерти плода, которому в то время было от 20 до 21 недели.
Г-жа Во пыталась привлечь к ответственности врача за непреднамеренное убийство её будущего ребёнка. 3 июня 1996 г. французский уголовный суд признал врача невиновным, поскольку плод не считался жизнеспособным и, таким образом, не являлся «человеком» в соответствии с Уголовным кодексом Франции (тогда статья 319, теперь статьи 221—226).
Апелляционный суд Лиона отменил решение, вынесенное судом первой инстанции 3 марта 1997 г. Это апелляционное решение было снова отменено Кассационным судом 30 июня 1999 г.
Г-жа Во подала иск в Европейский суд по правам человека, обвинив французское правительство в неспособность предусмотреть уголовное наказание за случайное уничтожение плода несовместимо с обязанностью государства защищать право на жизнь будущего ребёнка в соответствии со статьёй 2. Дело рассматривала Большая палата Страсбургского суда.

## Решение
Европейский суд по правам человека разбил этот вопрос на две составляющие:
1. Применяется ли статья 2 к нерождённым детям?
2. Требует ли статья 2, чтобы уголовное наказание применялось к непреднамеренным убийствам?

Суд решил, что первый из этих вопросов можно обойти с помощью второго вопроса. Французское правительство не нарушило своих обязательств по Конвенции, не применив уголовные наказания за непреднамеренное уничтожение плода. Затем суд решил, что первый вопрос может быть проигнорирован, отметив, что Конвенция и её последующая судебная практика не «исключили возможность того, что при определённых обстоятельствах гарантии могут быть распространены на ещё не родившегося ребёнка».